# 特勒 (阿拉斯加州)
特勒（英語：Teller），是美国阿拉斯加州的一座城市。该市的人口在2000年为268人，2010年有229人。人口在阿拉斯加州排行第100。